# Uluguroscia inflata
Uluguroscia inflata là một loài chân đều trong họ Philosciidae. Loài này được Ferrara & Taiti miêu tả khoa học năm 1985.